# Chillida-Leku
El Museo de Chillida-Leku es un gran espacio de jardines y bosques y un caserío (Zabalaga) remodelado, donde el escultor Eduardo Chillida Juantegui distribuyó una gran muestra de su obra. Está situado en las inmediaciones de Hernani, provincia de Guipúzcoa. Inaugurado el 16 de septiembre de 2000, tras 10 años de actividad, el 31 de diciembre de 2010 cerró sus puertas debido a la crisis económica.
El 30 de noviembre de 2017 se dio a conocer que Chillida-Leku reabriría en 2018, siendo la galería suiza Hauser & Wirth la representante exclusiva de la obra de Eduardo Chillida. Sin embargo, la reapertura se pospuso para el 17 de abril de 2019.
El 23 de agosto de 2019, el museo fue seleccionado por la revista estadounidense Time en su lista World’s Greatest Places 2019 como uno de los mejores lugares del mundo para visitar, tratándose de la única representación española.

## Exterior
El museo se distribuye a lo largo de una parcela de 13 hectáreas. En el exterior se muestran 40 esculturas de muy diferentes tamaños. Las más grandes son Buscando la luz de 22 toneladas y 8 metros de alto y Lotura XXXII de 64 toneladas, y otras como Estela V no miden más de un metro. Los materiales de las esculturas del exterior son el acero y la piedra, predominantemente granito rosa. Las esculturas de los jardines se pueden tocar, por lo que el visitante siente la fuerza de los materiales.

## Interior
En el interior del caserío se muestran las obras más delicadas del artista. Muchas de ellas están fabricadas en materiales que no podrían soportar las inclemencias meteorológicas, como son la madera, el alabastro o la lana. Además, hay un exposición de estudios del cuerpo humano en pintura y escultura. Por último hay una pequeña exposición de fotografías del Peine de los vientos, famosa obra de Chillida que se encuentra en un extremo de La Concha de San Sebastián.
El caserío data del siglo XVI y tiene el nombre de Zabalaga. Chillida buscaba un edificio, en el que mostrar su obra, y cuando lo descubrió, se encontró con este caserío de 1543 en estado de ruina. Con la ayuda del arquitecto Joaquín Montero desarrolló un proyecto de restauración y creó un gran espacio interior, dividido en dos plantas. La planta baja abarca toda la superficie, mientras que la alta cubre solo una parte de ésta.

## Cierre y reapertura

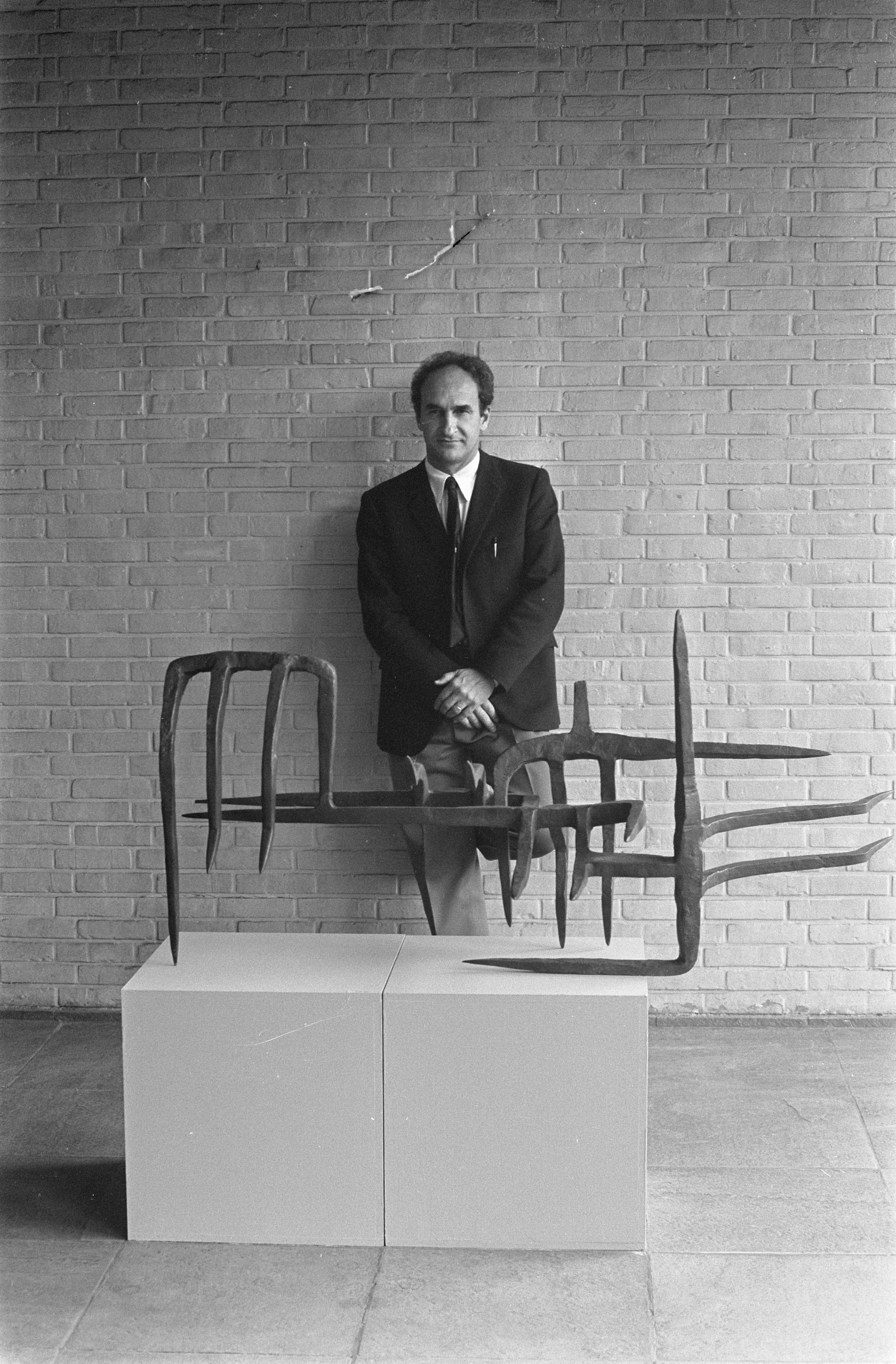
Chillida.

El museo cerró sus puertas el 31 de diciembre de 2010 acuciado por la crisis.
El 23 de diciembre de 2014, el viceconsejero vasco de Cultura, Joxean Muñoz, declaró que confiaba en que en 2016, año en que San Sebastián iba a ser Capital Europea de la Cultura, se pudiera reabrir Chillida Leku. Por desgracia ello no se pudo lograr.
El 19 de julio de 2016, Muñoz aseguró que las negociaciones para reabrir el museo con una fórmula de intervención pública estaban en el “sprint final”, en un momento “como no se ha estado nunca de cerca”, aunque días después se dio fin a la posibilidad de reapertura al anunciar por sorpresa la Diputación de Guipúzcoa que no participaba en la compra del museo con los 50 millones de euros que le hubiera correspondido.
El 30 de noviembre de 2017 se dio a conocer que Chillida-Leku reabriría las puertas en la segunda mitad del año 2018 de la mano del acuerdo alcanzado entre la familia del escultor y la galería suiza Hauser & Wirth. Sin embargo, la cita se pospuso para el 17 de abril de 2019.

## Miscelánea
Este antiguo caserío fue utilizado como fondo para grabar el videoclip Cuéntame al oído del famoso grupo donostiarra La Oreja de Van Gogh, incluido en su disco Nuestra casa a la izquierda del tiempo de grandes éxitos cantados por Leire Martínez, la actual vocalista, acompañados por la Orquesta Filarmónica Eslovaca.

## Premios y reconocimientos
- 2023 Medalla de Oro al Mérito en las Bellas Artes.[13][14]

## Galería

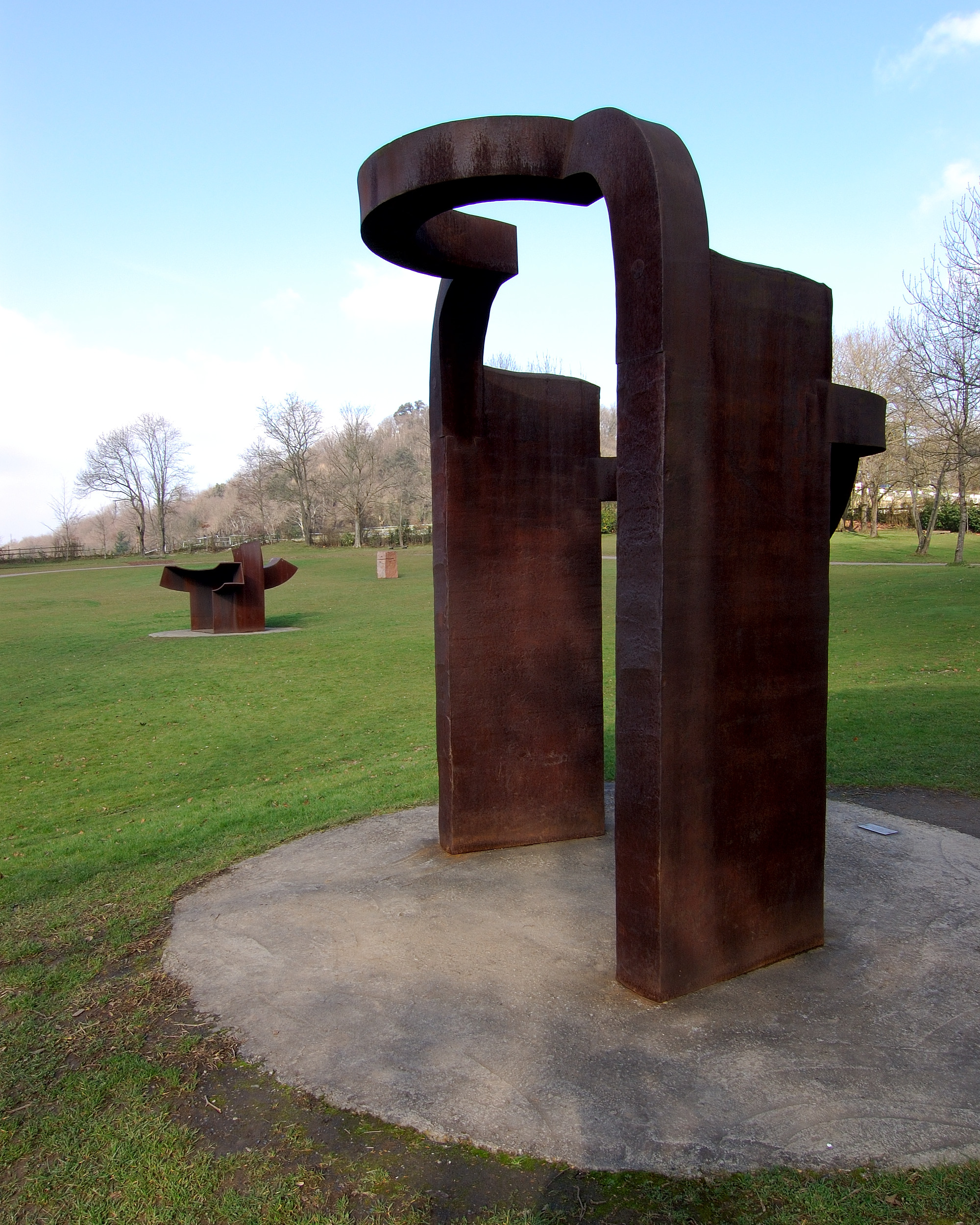
Arco de la Libertad (1993)
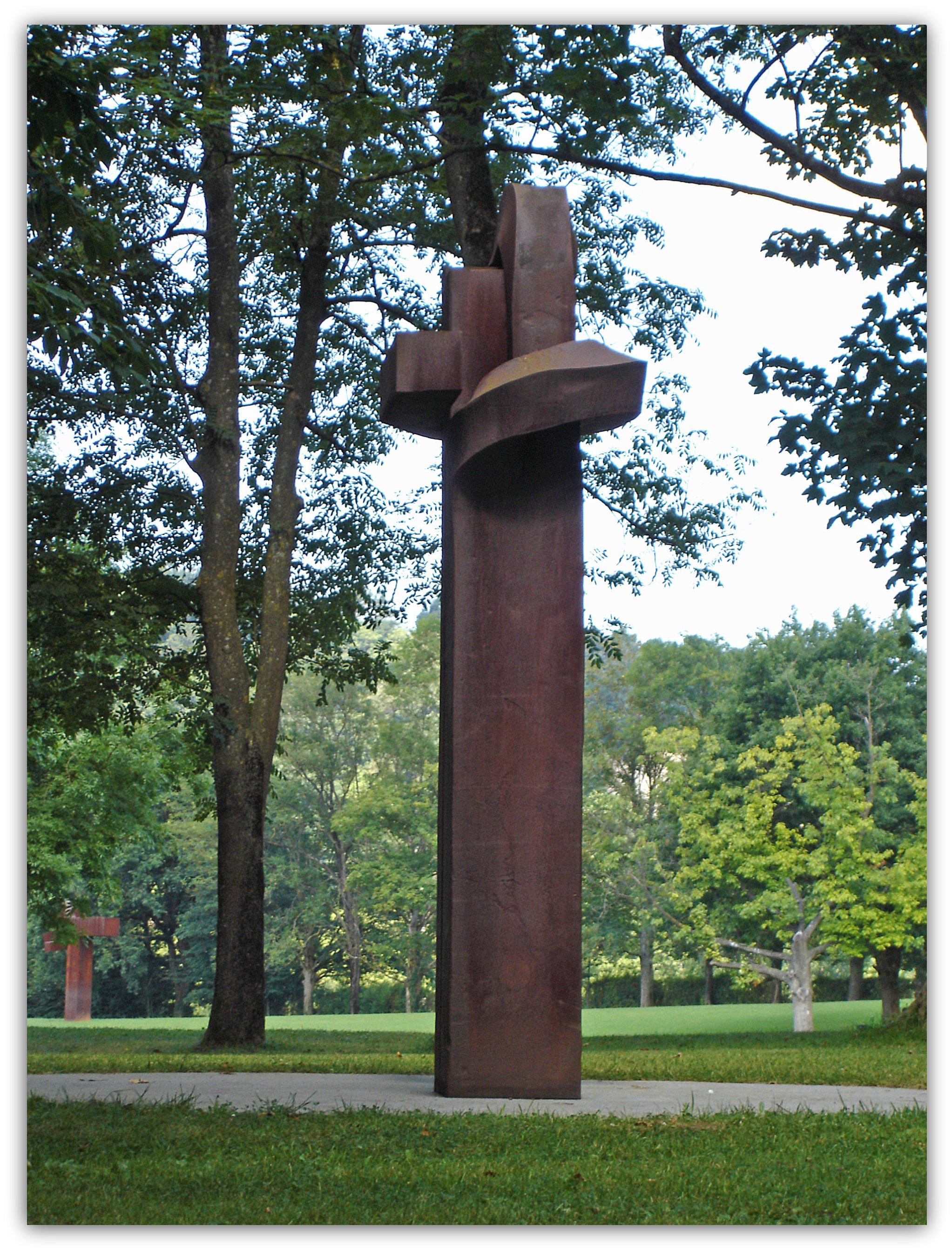
Besarkada XIV (1997)
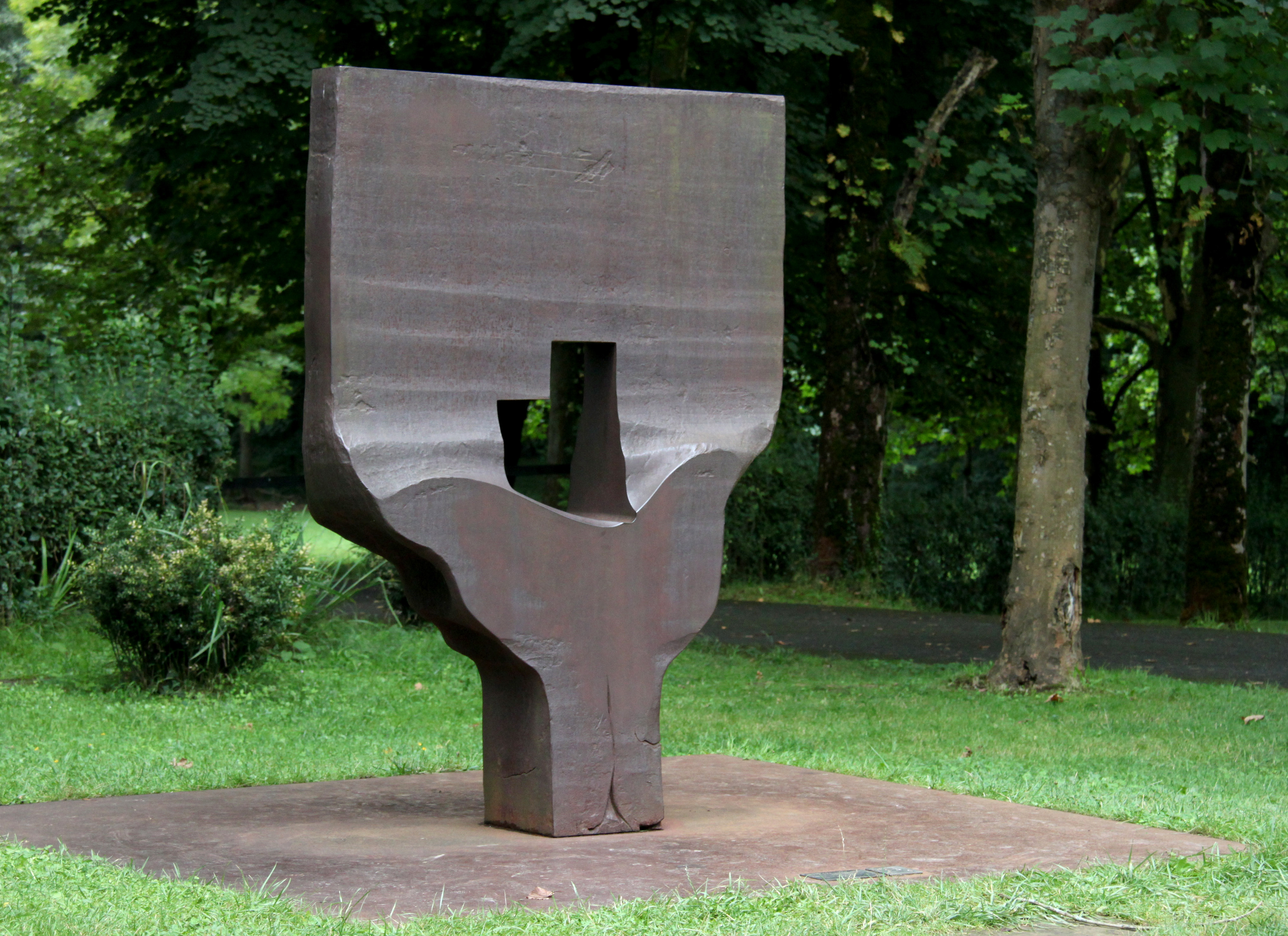
Homenaje a Braque (1990)
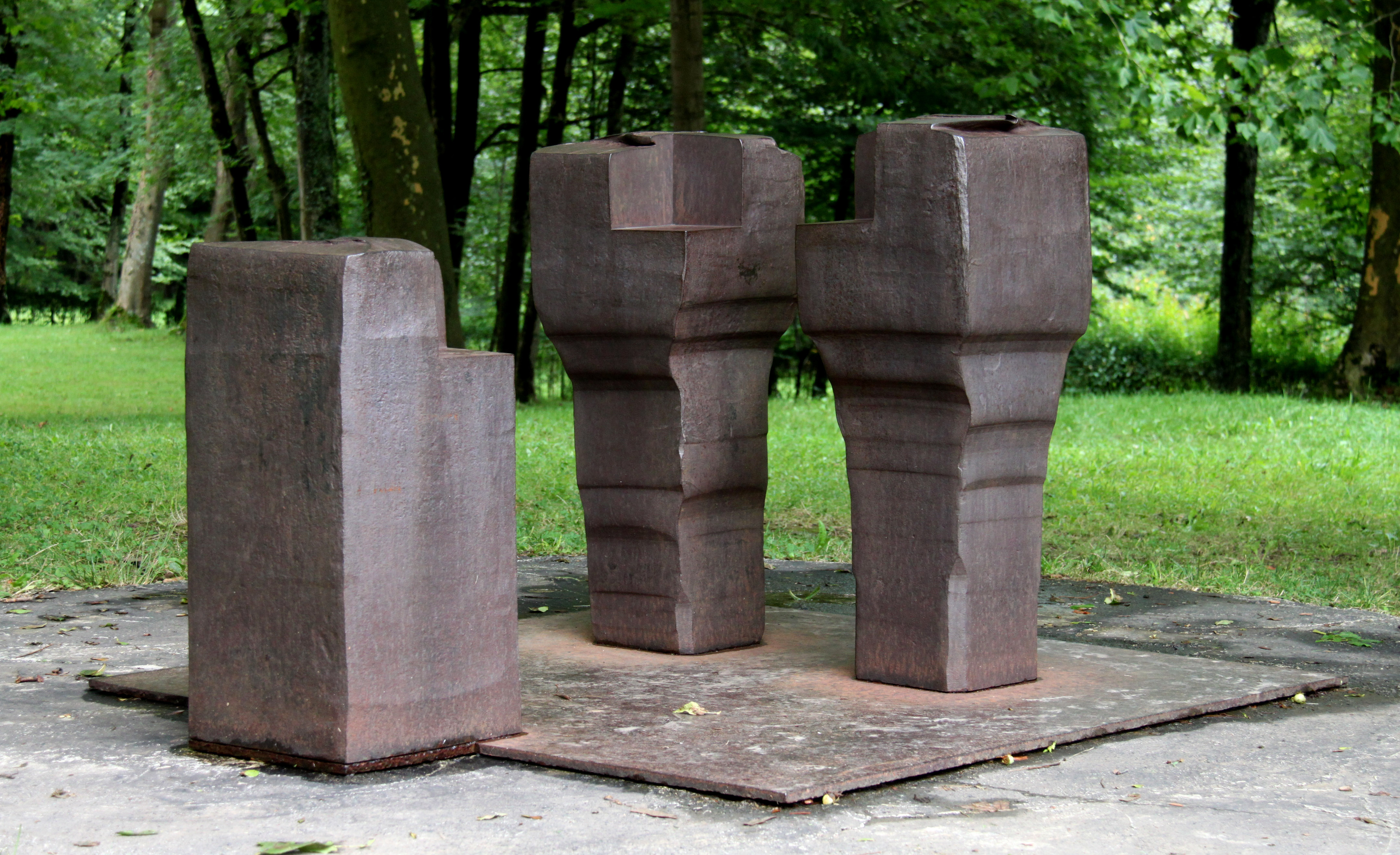
Iru Burni III (1990)
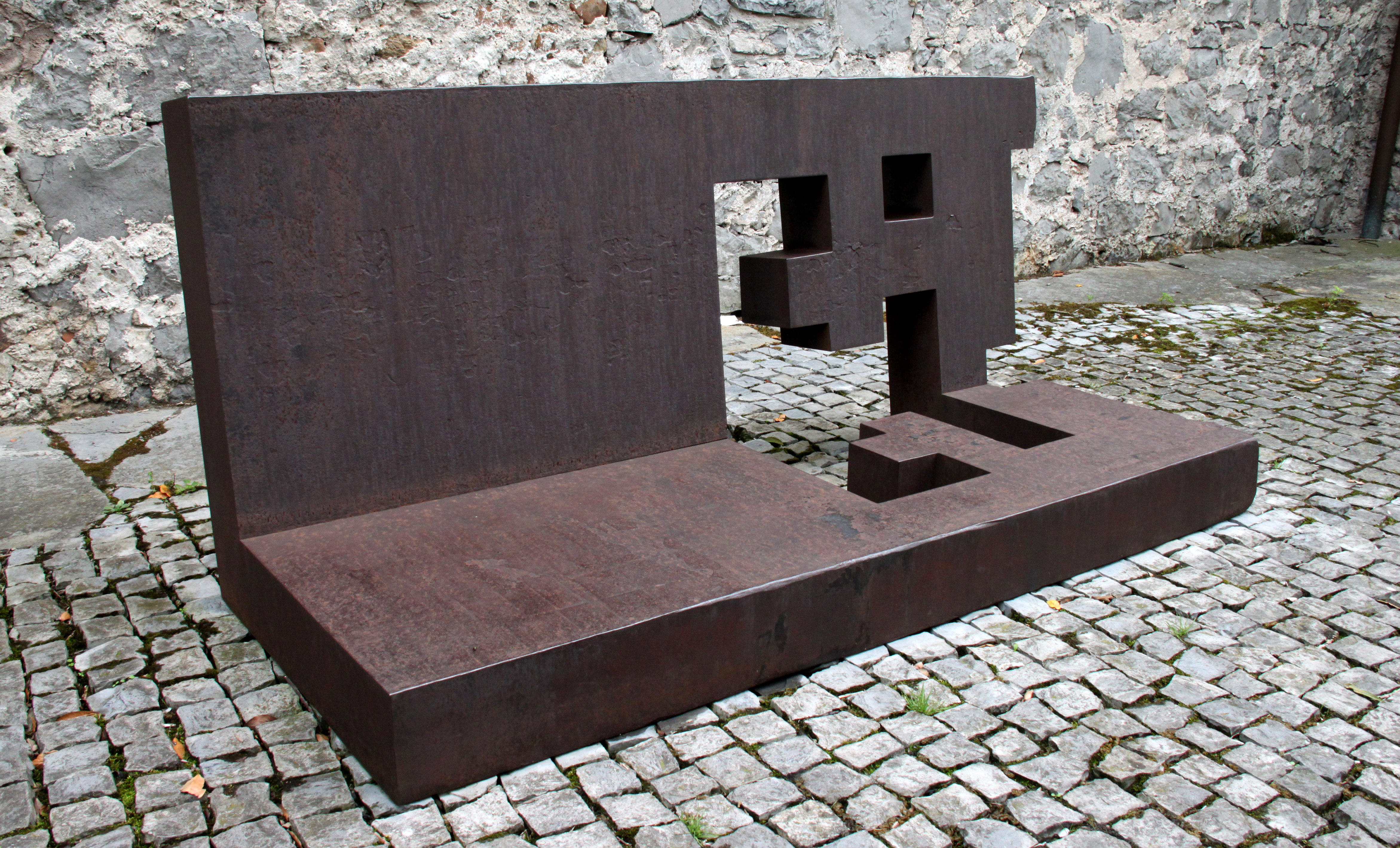
Esertoki III (1990)
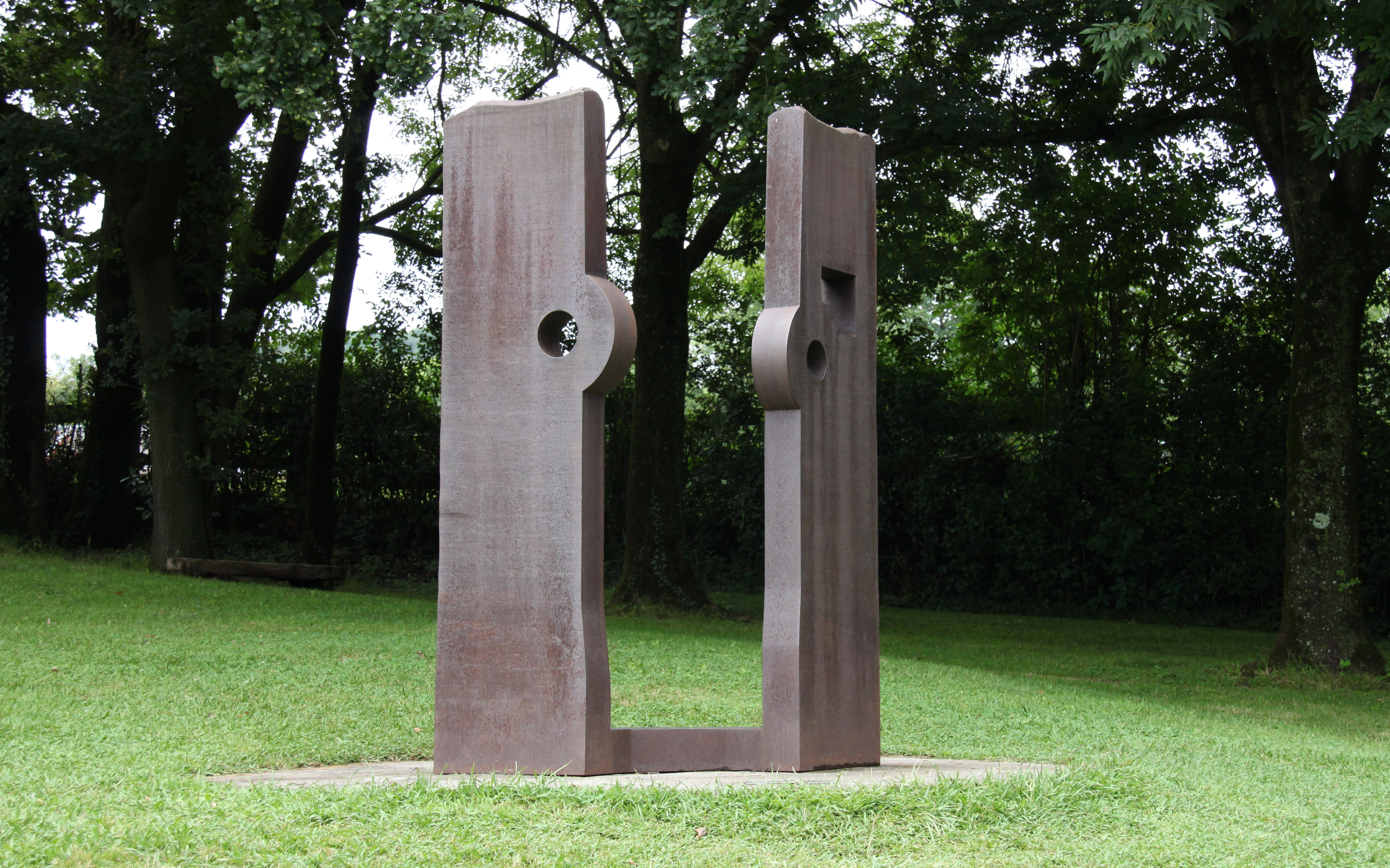
Homenaje a Balenciaga (1990)
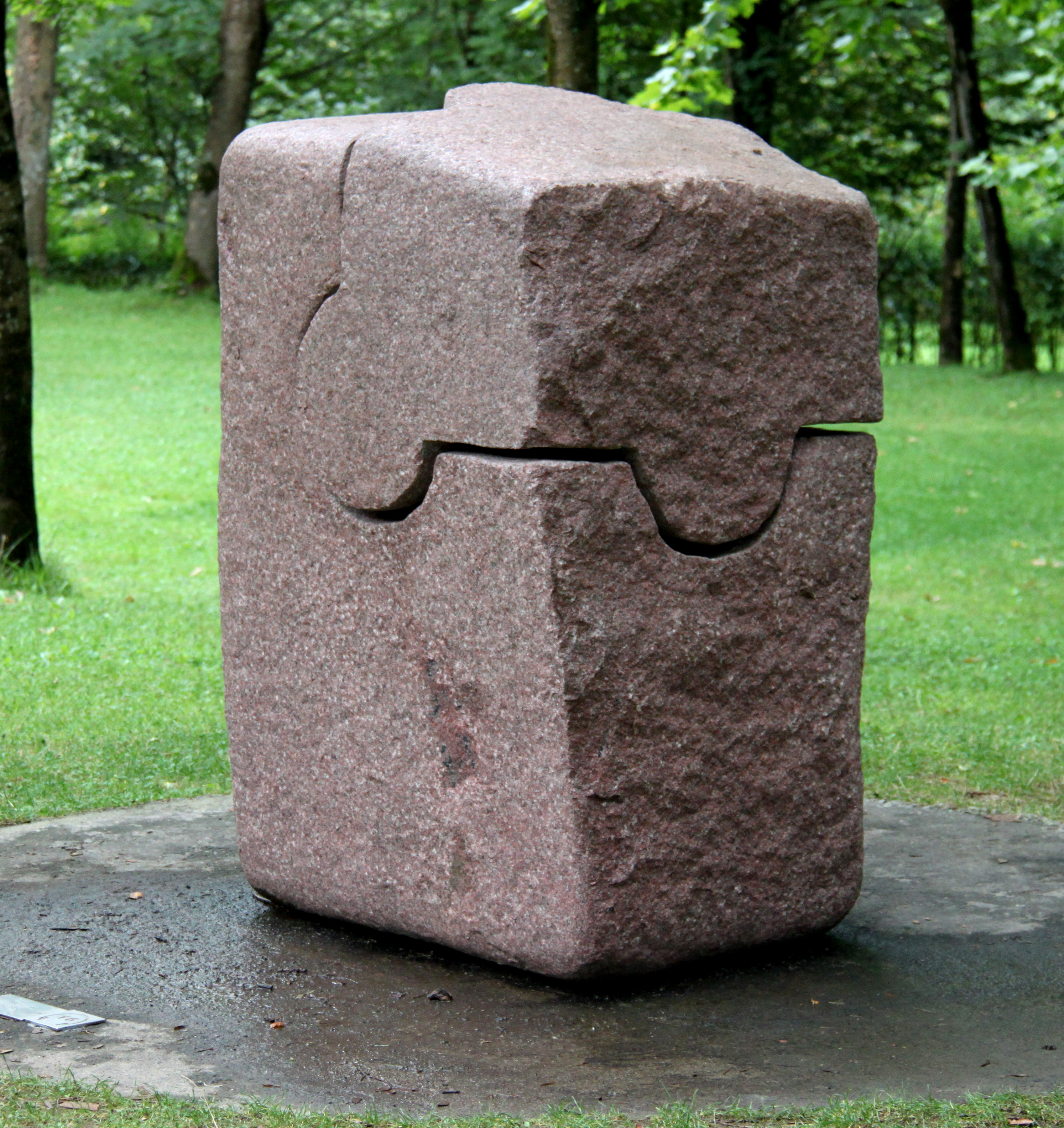
Harri I (1991)
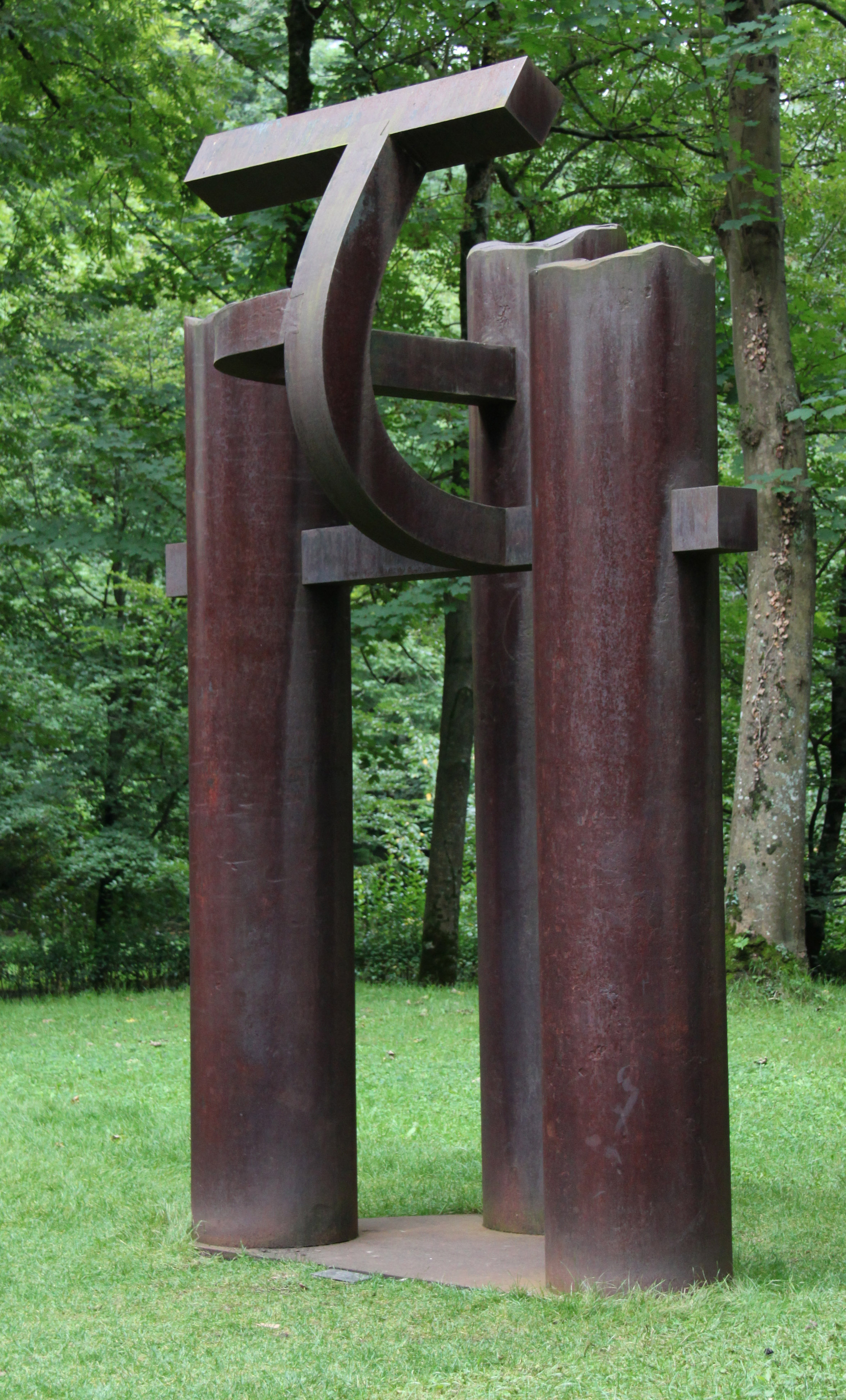
Basoa V (1997)